# Secrets of the Hive
Albums de Procol Harum
The Well's on Fire
(2003) One Eye to the Future – Live in Italy 2007
(2008)
Secrets of the Hive est une compilation du groupe britannique Procol Harum sortie en 2007.

## Titres

### Disque 1
1. A Whiter Shade of Pale
2. A Christmas Camel
3. Quite Rightly So
4. Long Gone Geek
5. All This and More
6. Whisky Train
7. Broken Barricades
8. Simple Sister
9. A Salty Dog (live)
10. Fires (Which Burnt Brightly)
11. Bringing Home the Bacon
12. Beyond the Pale
13. Nothing but the Truth
14. Something Magic
15. Holding On
16. Into the Flood (live)
17. An Old English Dream
18. Repent Walpurgis

### Disque 2
1. Homburg
2. She Wandered through the Garden Fence
3. Magdalene (My Regal Zonophone)
4. Shine on Brightly
5. The Devil Came from Kansas
6. Whaling Stories
7. Power Failure
8. Conquistador (live)
9. Grand Hotel
10. A Souvenir of London
11. The Idol
12. As Strong as Samson
13. Pandora's Box
14. (You Can't) Turn Back the Page
15. A Dream in Ev'ry Home
16. This World is Rich (for Stephen Maboe)
17. Weisselklenzenacht (the Signature)